# Inžener Graftio
Inžener Graftio (Инженер Графтио) è un film del 1979 diretto da Gennadij Sergeevič Kazanskij.

## Trama
Il film racconta il pioniere dell'industria idroelettrica russa, l'idroingegnere, l'accademico Genrich Osipovič Graftio.